# Мрак филм 6
Мрак филм 6 (енгл. Scary Movie 6) је предстојећа америчка филмска пародија из 2026. године, режисера Мајкла Тидса, према сценарију који су написала браћа Марлон, Шон и Кинен Ајвори Вејанс, заједно са Риком Алварезом. Представља самостални наставак филма Мрак филм 5 (2013) и шесто остварење у серијалу Мрак филм. Главне улоге у филму тумаче Ана Фарис и Реџина Хол.
Филм ће изаћи 12. јуна 2026. године.

## Улоге
| Глумац     | Улога        |
| ---------- | ------------ |
| Ана Фарис  | Синди Кембел |
| Реџина Хол | Бренда Микс  |